# Poco (banda)
Poco é uma banda americana de country rock formada por Richie Furay e Jim Messina após a separação do Buffalo Springfield em 1968. Com o passar dos anos o grupo enfrentou diversas mudanças em sua formação, mas permanece em atividade até os dias de hoje.

## Discografia

### Estúdio
- 1969 Pickin' Up the Pieces
- 1970 Poco
- 1971 From the Inside
- 1972 A Good Feelin' to Know
- 1973 Crazy Eyes
- 1974 Seven
- 1974 Cantamos
- 1975 Head over Heels
- 1976 Rose of Cimarron
- 1977 Indian Summer
- 1978 Legend
- 1980 Under the Gun
- 1981 Blue and Gray
- 1982 Cowboys & Englishmen
- 1982 Ghost Town
- 1984 Inamorata
- 1989 Legacy
- 2002 Running Horse